# Weiden-Klebsame
Der Weiden-Klebsame (Pittosporum phillyreoides), auch Weinende Steinlinde genannt, ist eine Pflanzenart aus der Gattung Klebsamen (Pittosporum) innerhalb der Familie der Klebsamengewächse (Pittosporaceae). Sie kommt nur im australischen Bundesstaat Western Australia vor.

## Beschreibung

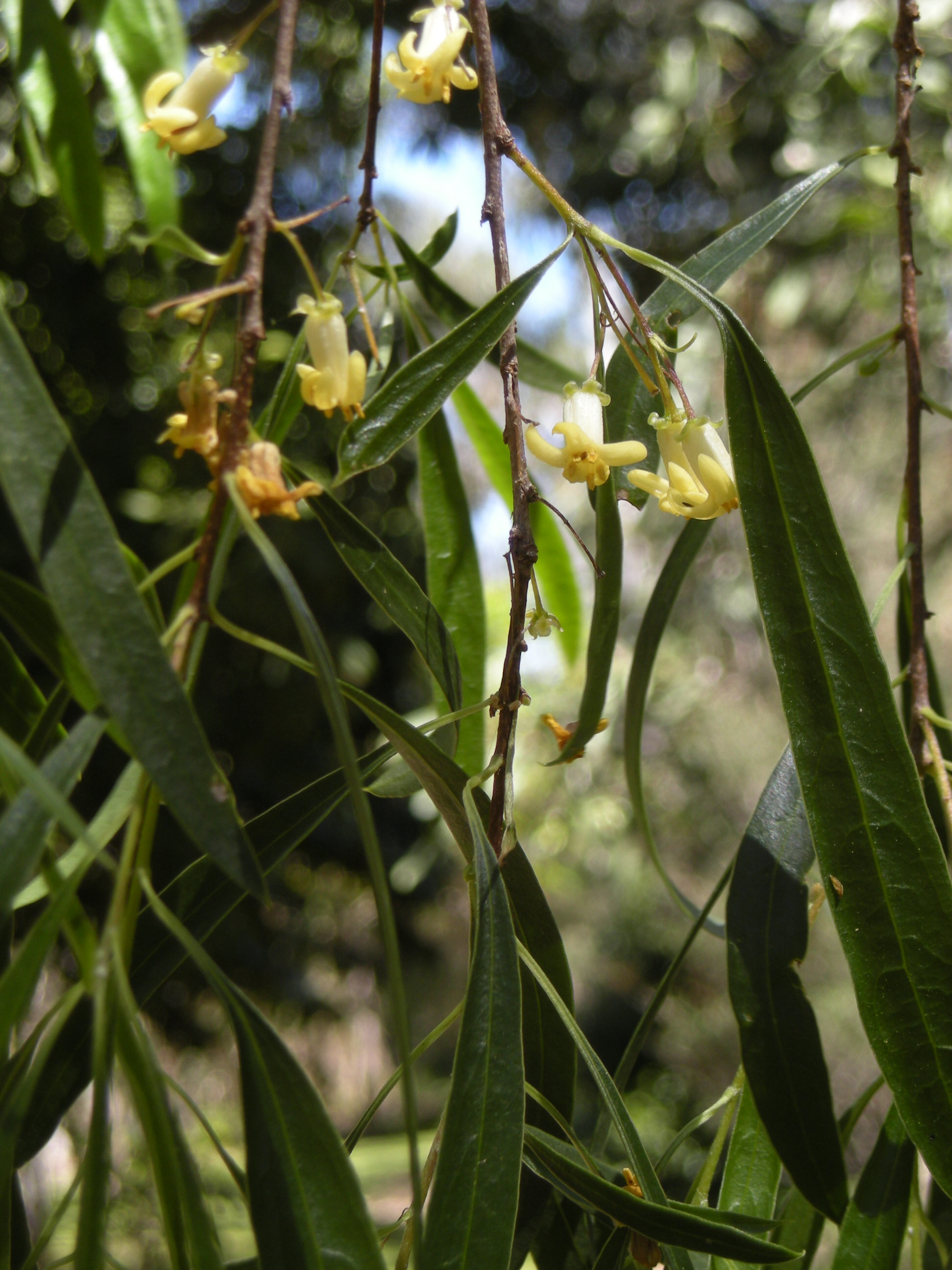
Blütenstand

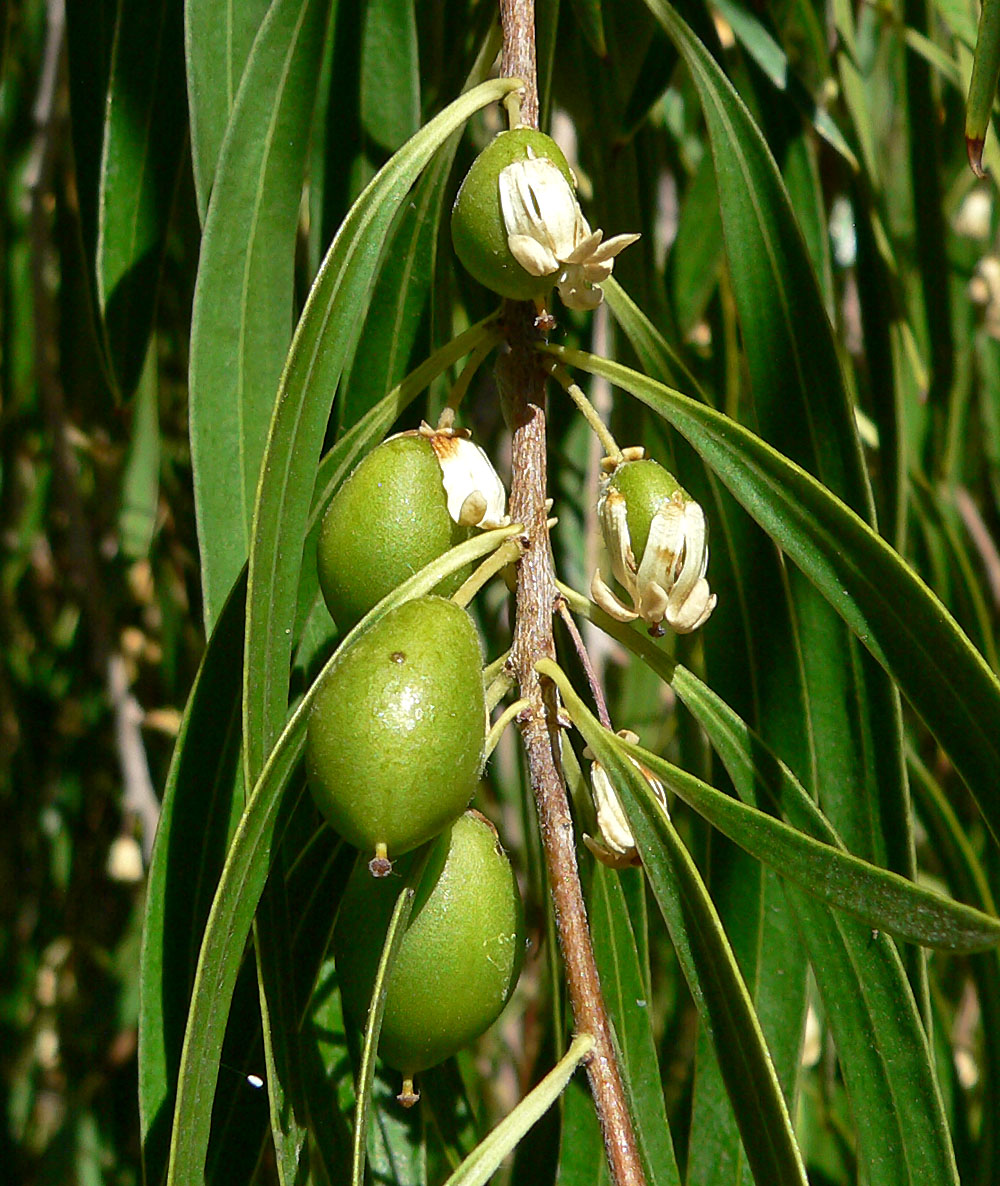
Zweig mit Laubblättern und Früchten

### Vegetative Merkmale
Pittosporum phillyreoides wächst als immergrüner, kleiner Baum und erreicht Wuchshöhen von 4,5 bis zu 10 Metern. Es wird eine runde Baumkrone gebildet. Die Rinde junger Zweige ist dicht anliegend mit grauen T-förmigen Trichomen behaart und sie verkahlt später. Bei den etwas kantigen Stämmen blättert die Borke ab.
Es liegt Heterophyllie vor. Bei den Laubblättern an mittelalten Exemplaren ist die Blattspreite bei einer Länge von 24 bis 25 Millimetern sowie einer Breite von 6 bis 10 Millimetern schmal-elliptisch mit stumpfem bis spitzem und stachelspitzigem oberen Ende und ihr ganzer Blattrand ist relativ dick sowie flach.  Ihre Blattunterseite ist dicht silbrig-grau behaart und die Oberseite ist kahl. Ihr Blattstiel ist etwa 7 Millimeter lang, Bei den ganzrandigen Laubblättern an alten Exemplaren ist die Blattspreite bei einer Länge von 36 bis 40 Millimetern sowie einer Breite von 15 bis 17 Millimetern elliptisch mit stumpfem bis spitzem und stachelspitzigem oberen Ende. Ihre Blattunterseite ist dicht silbrig behaart und manchmal verkahlend. Ihr Blattstiel ist 4 bis 6 Millimeter lang.

### Generative Merkmale
Die Blütezeit liegt in Australien im Juli und September. Die Blüten stehen einzeln oder zu zweit end- oder achselständig auf kantigen Blütenstandsschäften. Diese sind behaart und etwa 5–10 Millimeter lang, wenn sie endständig sind sie kürzer. An ihnen befinden sich zwei Reihen sich überlappender, abfallender Tragblätter und ein einzelnes 4 Millimeter langes Deckblatt.
Pittosporum phillyreoides ist funktional zweihäusig getrenntgeschlechtig (diözisch). Die funktional eingeschlechtigen Blüten sind radiärsymmetrisch und fünfzählig mit doppelter Blütenhülle. Die fünf freien, bewimperten Kelchblätter sind mit einer Länge von 1 bis 2 Millimetern relativ klein, schmal-dreieckig und zurückgelegt. Die fünf 6 bis 8 Millimeter langen, gelben, glockenförmig zusammenstehenden und schwach bewimperten Kronblätter überlappen sich unterseits knapp und sind oberseits ausladend. Bei den männlichen Blüten ist ein Kreis mit fünf fertilen Staubblättern vorhanden. Die kahlen, dicken Staubfäden sind viel länger als die gelben Staubbeutel. Der Griffel der männlichen Blüten ist relativ schlank und etwa so lang wie der Pistillode. Der dicke, oberständige und behaarte Fruchtknoten der weiblichen Blüten enthält wenige Samenanlagen in parietaler Plazentation. Der relativ kurze, haltbare Griffel endet in einer kopfigen Narbe. Die weiblichen Blüten besitzen kurze Staminodien. Es sind Nektarien vorhanden.
Die Frucht ist bei einer Länge von etwa 13 Millimetern sowie einem Durchmesser von etwa 8 Millimetern ellipsoid mit mehr oder weniger gestutzter Basis. Die einkammerige, verdickte Frucht öffnet sich bei Reife und besitzt zwei oder drei braun-orangefarbene Fruchtklappen, die zur Basis hin mit T-förmigen Trichomen behaart sind. An der Spitze der Frucht ist der haltbare Griffel erkennbar. Je Fruchtblatt sind ein bis drei Samen vorhanden. Die rot-brauen, klebrigen Samen sind bei einer Länge von bis zu 4 Millimetern eher kugelig als nierenförmig.
Die Chromosomenzahl beträgt 2n = 24.

## Vorkommen
Pittosporum phillyreoides gedeiht an isolierten Fundorten auf Inseln und auf der Kalkstein-Küstenebene nur im australischen Bundesstaat Western Australia nur südlich vom Dampier-Archipel bis Kalbarri. Nach Cayzer et al. 2000 gehören die anderen Vorkommen, die auf manchen Herbarbelegen und in mancher Literatur angegeben wurden, zu anderen Arten.

## Taxonomie
Die Erstbeschreibung von Pittosporum phillyreoides erfolgte 1824 durch Augustin-Pyrame de Candolle in Augustin-Pyrame de Candolle (Hrsg.): Prodromus Systematis Naturalis Regni Vegetabilis, 1, S. 347, dort „phylliraeoides“ geschrieben. Das Artepitheton phillyreoides bedeutet Phillyrea-ähnlich. Synonyme für Pittosporum phillyreoides DC. sind: Pittosporum phylliraeoides var. phylliraeoides DC. orth. var., Pittosporum phillyreoides DC. var. phillyreoides, Pittosporum phillyraeoides Benth. orth. var., Pittosporum oleaefolium A.Cunn. ex Putt. orth. var., Pittosporum oleifolium A.Cunn. ex Putt., Pittosporum phillyroides F.Muell. orth. var., Pittosporum phylliraeoides DC. orth. var. Eine Weile wurde Pittosporum angustifolium Lodd. als Synonym von Pittosporum phillyreoides DC. bewertet, dies ist aber eine eigene Art.

## Nutzung
Die Samen von Pittosporum phillyreoides werden getrocknet und zu Mehl verarbeitet, das sehr bitter ist. Pittosporum phillyreoides liefert ein gutes Harz, das an verletzten Zweigen gewonnen wird. Die medizinischen Wirkungen wurden untersucht.

## Inhaltsstoffe
Pittosporum phillyreoides enthält Saponine.